# Хутор (Омская область)
Ху́тор (тат. Утар) — деревня в Усть-Ишимском районе Омской области России. Входит в состав Большетебендинского сельского поселения.

## География
Находится на северо-западе части региона, в пределах Ишимской равнины, являющейся частью Западно-Сибирской равнины, у озера Моньеору и реки Ильма.

## История
В соответствии с Законом Омской области от 30 июля 2004 года № 548-ОЗ «О границах и статусе муниципальных образований Омской области» деревня вошла в состав образованного муниципального образования «Большетебендинское сельское поселение».

## Население
| 2010 |
| ---- |
| 42   |

## Транспорт
Деревня расположена на автодороге «Вагай — Усть-Ишим».